# Ollagüe, Chile
Ollagüe este o comună din provincia El Loa, regiunea Antofagasta, Chile, cu o populație de 199 locuitori (2012) și o suprafață de 2963,9 km2.